# غول آخر

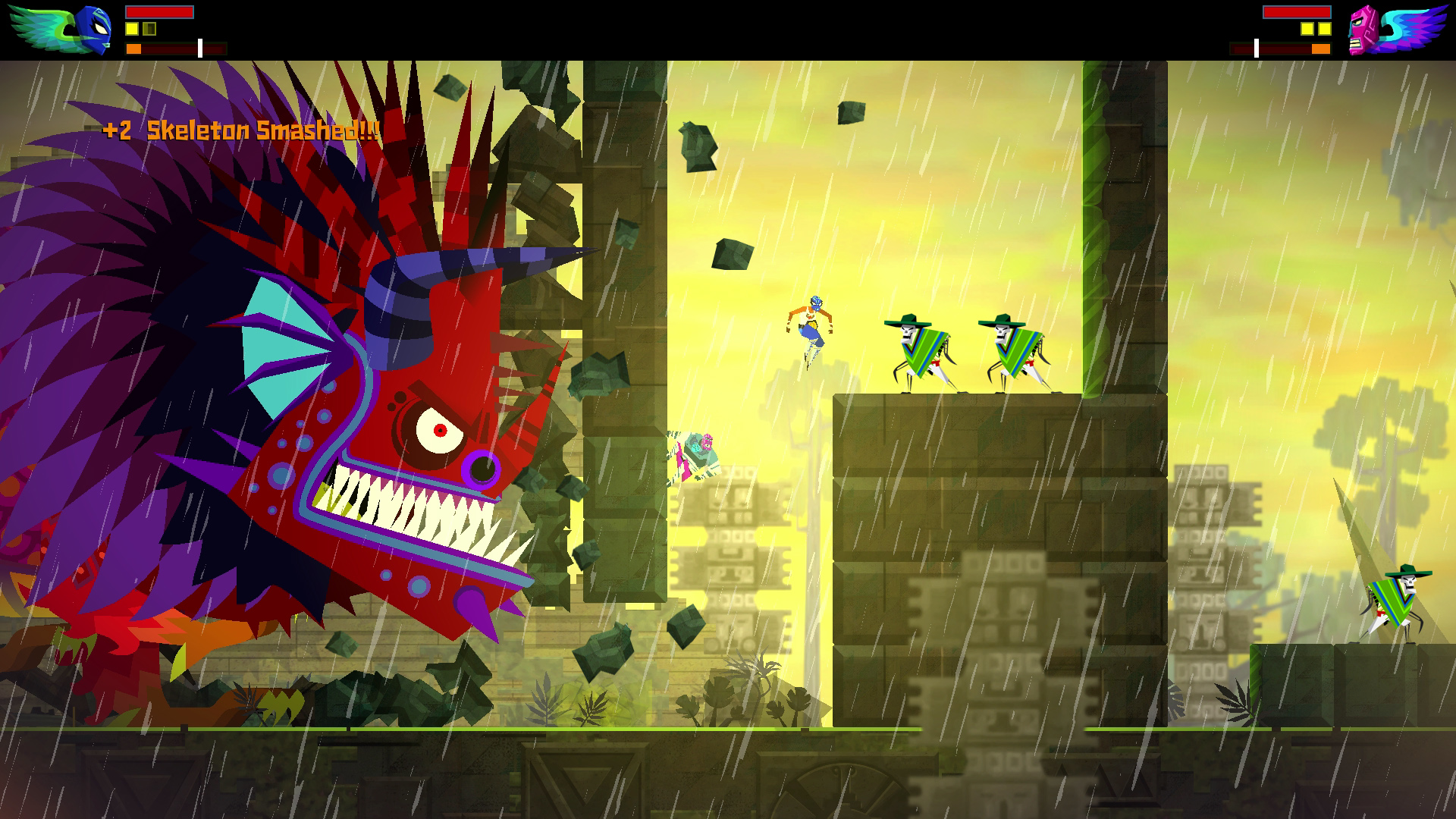
یک غول آخر از بازی گوآکاملی! (Guacamelee!) که در آن شخصیت های بازیکن (دو شخصیت با لباس های luchador) باید از موجود غول پیکر (غول/رئیس) در سمت چپ جلوتر باشند در حالی که از موانع و دشمنان دیگر طفره بروند.

دیو آخر یا غول آخر یا رئیس آخر (به انگلیسی: Final Boss) یا باس فایت در بازی‌های رایانه‌ای دشمنی بسیار قوی است که در پایان مرحله آخر با قهرمان داستان مبارزه میکند. بیش‌تر بازی‌های ویدئویی، یک غول آخر دارند. 

در اکثر بازی‌ها باید روش خاصی را برای از بین بردن غول‌ها پیدا کرد. به عنوان مثال،برای کشتن ولادیمیر لم غول آخر بازی مکس پین باید به مهره‌های نگه‌دارنده برجی که او بر ان ایستاده شلیک کرد. این امر به این دلیل است که با گذشت زمان و پیشرفت بازی ها، دیگر غول‌ها نمیتوانستند قوی تر از سایر افراد باشند؛ به همین دلیل باید آن‌ها را به کمک فکر از بین برد. بازی‌های شیطان هم می‌گرید و رزیدنت ایول و سکیرو:سایه هادوبارمیمیرند و دارک سولز و بلادبورن به داشتن غول‌آخرهای سخت معروف‌ هستند.